# Léopold Ier (empereur du Saint-Empire)
Pour les articles homonymes, voir Léopold Ier.
Léopold Ier, né le 9 juin 1640, à Vienne (Autriche) et mort dans la même ville le 5 mai 1705, est empereur du Saint-Empire romain germanique, roi de Bohême et roi de Hongrie, archiduc d'Autriche.

## Famille
Léopold est le fils cadet de Ferdinand III de Habsbourg (1608-1657), empereur élu du Saint-Empire, et de Marie-Anne d'Autriche (1606-1646), infante d'Espagne.
Petit-fils de l'empereur Ferdinand II du Saint-Empire, il est à sa naissance troisième dans l'ordre de succession après son père et son frère aîné, l'archiduc Ferdinand (deux frères précédents sont morts au berceau en juin 1639).
Il est un cousin utérin du roi Charles II d'Espagne qui est aussi le chef de sa maison, du roi Louis XIV de France (1638-1715) et de l'électeur Ferdinand-Marie de Bavière.

## Archiduc héritier
Quatrième fils du couple impérial, Léopold est destiné à entrer dans les Ordres.
Ses premières années sont marquées par la guerre de Trente Ans qui ravage l'Europe centrale sur fond de politique et de religion. Au gré des évènements, la Cour impériale se déplace régulièrement, et c'est à Linz, où l'empereur et sa famille ont trouvé refuge, que sa mère meurt en couches (1646).
Deux ans plus tard, les traités de Westphalie consacrent la défaite de l'empereur, outre l'influence que détenait la maison d'Autriche sur l'ensemble des États-membres, désormais réduite comme peau de chagrin, et des pertes territoriales en faveur de la France et de la Suède. L'empereur se remarie avec une cousine de la branche de Tyrol qui meurt en couches. L'empereur épouse alors une princesse de Mantoue qui lui donnera quatre enfants naîtra quelques semaines seulement avant la mort du souverain.
Le 9 juillet 1654, son frère aîné, déjà roi de Bohême, de Hongrie et de Croatie, élu roi des Romains et fiancé à la fille aînée du roi d'Espagne, meurt à l'âge de 21 ans, des suites de la variole. C'est donc à Léopold, âgé de quatorze ans, que revient la charge de recevoir et transmettre l'héritage impérial.
Le 27 juin 1655, il est couronné roi de Hongrie et de Croatie. Puis, le 14 septembre 1656, il reçoit la couronne de Bohême, devenant ainsi l'un des sept électeurs du Saint-Empire romain germanique.

## Roi des Romains puis empereur du Saint-Empire
Le 2 avril 1657, Ferdinand III meurt avant d'avoir eu l'assurance que Léopold lui succédera. En effet, celui-ci n'a été ni élu ni couronné roi des Romains, laissant le trône impérial vacant. La France, par le biais de son principal ministre, le cardinal Jules Mazarin (1602-1661), tente de convaincre les autres princes-électeurs de ne pas soutenir l'héritier des Habsbourg.
Sous la régence de son oncle paternel, Léopold-Guillaume de Habsbourg, Léopold défend sa cause et négocie son accession au trône impérial. Il doit signer une capitulation de quarante-cinq articles, dont l'un lui interdit désormais de soutenir ses cousins d'Espagne, toujours en guerre contre la France. Certains électeurs tentent de lui interdire d'intervenir dans la première guerre du Nord, ce qu'il refuse, comme un autre article proposé qui considère qu'il est censé avoir abdiqué s'il violait la capitulation.
Ce qui n'empêche pas Léopold d'être élu roi des Romains le 18 juillet 1658, puis élu empereur du Saint-Empire romain germanique le même jour, avant d'être couronné à Francfort le 1er août 1658 à l'âge de 18 ans.
Cependant, dès le 14 août 1658, sous l'égide de la France, la majorité des princes allemands se sont regroupés dans la Ligue du Rhin. Cependant, c'est l'impérialisme du roi de France qui, dès 1667, rendra la ligue caduque.

### Caractère et talents
Dès son accession au trône, Léopold Ier se soucie de la politique européenne et des nombreuses menaces dont le Saint-Empire fait l'objet. Profondément pacifique, il est contraint par la force des évènements à entrer en guerre plus d'une fois, la diplomatie ne parvenant à aucun compromis.
Tout au long de son règne, il est soutenu par le capucin Marc d'Aviano (1631-1699), (béatifié en 2003).
Époux fidèle, il est un musicien de talent et compose lui-même plusieurs œuvres de musique. En 1698, il nomme Johann Joseph Fux (1660-1741) à la charge de compositeur de la Cour.

### Amitié intime
Il accueille les princes de la maison de Lorraine, chassés de leur duché par les troupes d'occupation de Louis XIV, et se lie d'amitié avec leur héritier, Charles Léopold de Lorraine (1643-1690), duquel il partage de nombreux points de commun et dont les talents militaires sauveront Vienne en 1683.
Son estime est telle qu'il accepte de lui donner la main de sa sœur, Éléonore de Habsbourg (1653-1697), alors veuve du roi de Pologne. De plus, afin de faire taire les médisances à la Cour et leur permettre de tenir leur rang, il nomme Charles gouverneur de la province du Tyrol.

### Un souverain pacifique fait la guerre
L'année même de son accession au trône impérial, Léopold Ier décide d'intervenir dans la première guerre du Nord, aux côtés de la république des Deux Nations contre la Suède. Avec l'armée polonaise, ses troupes envahissent la Poméranie. Le 3 mai 1660, le traité d'Oliva est signé par Jean II Casimir (1609-1672), roi de Pologne, Charles XI (1655-1697), roi de Suède, Frédéric-Guillaume Ier (1620-1688), margrave-électeur de Brandebourg et Léopold Ier, marquant la victoire de la Suède.
En janvier 1663, l'empereur convoque une Diète d'Empire demandant aux souverains allemands et européens un appui face à la menace que représente l'extension inexorable de l'Empire ottoman, désormais en plein territoire hongrois. Aux 100 000 hommes commandés par le grand vizir Fazıl Ahmet Köprülü, qui ravagent la Hongrie royale et la Moravie, près de 90 000 hommes allemands et européens font front, quoi que désunis par des intérêts et stratégies divergentes. Même la France de Louis XIV apporte son aide au Saint-Empire. C'est la quatrième guerre contre les Turcs (1663-1664), qui se termine dès août 1664 par la victoire du généralissime Raimondo Montecuccoli à la bataille de Saint-Gothard sur la Raab. La paix de Vasvár, signée le 10 août 1664, instaure une trêve de vingt ans.
Bien que vaincu, le sultan obtient de nombreux avantages, y compris celui de conserver ses conquêtes effectuées depuis 1660, notamment aux dépens des alliés hongrois et croates de l'empereur. Indignés par la perte des territoires conquis sur les Ottomans, et s'estimant trahis par la reconnaissance des conquêtes turques, ils se révoltent et engendrent la Conjuration des Magnats, dont le but est de déposer la dynastie des Habsbourgs. En 1670, les seigneurs croates Pierre Zrinski et Franjo Kristof Frankopan s'allient aux « malcontents de Hongrie » pour proposer la couronne de Hongrie au roi de Pologne, au roi de France, voire au sultan lui-même. Ils sont exécutés en 1671 et leurs terres confisquées.
Peu avant l'expiration de la paix de Vasvá, les Ottomans reprennent l'offensive et mettent le siège devant Vienne, le 14 juillet 1683, sous les ordres du grand vizir Kara Mustapha. Soutenu par les fonds de Samuel Oppenheimer, archétype du Juif de cour, l'armée de secours commandée par Charles V, duc de Lorraine, et Jean III Sobieski, roi de Pologne, écrase les assiégeants le 12 septembre 1683 à la bataille du Kahlenberg. Le 5 mars 1684, à l'initiative du pape Innocent XI (1611-1689), est formée la Sainte-Ligue au sein de laquelle le Saint-Empire est rejoint par la république des Deux Nations, la république de Venise puis le tsarat de Russie, afin de repousser les Turcs hors d'Europe. La paix de Karlowitz (en serbe Sremski Karlovci), signée le 26 janvier 1699, clôture une série de victoires. Le sultan cède à l'empereur la plus grande partie de la Hongrie, la partie de la Croatie-Slavonie qu'ils ont contrôlée et leurs droits de suzeraineté sur la Transylvanie qui lui a été tributaire.
Avant même de recevoir l'intégralité de la Hongrie, Léopold Ier s'est attelé, dès 1687 à Presbourg (alors capitale de la Hongrie sous le nom allemand de Preßburg, hongrois de Pozsony, croate de Požun, aujourd'hui en slovaque Bratislava) à ce que la Couronne de Saint-Étienne perde son caractère électif au profit d'une transmition héréditaire de primogéniture. De plus, il fait abolir l'article 31 de la Bulle d'or de 1222 qui autorisait la noblesse à se révolter contre le roi de Hongrie si celui-ci violait le droit.
Sur le front de l'Ouest, l'empereur connaît des difficultés durables contre les appétits de Louis XIV, notamment au cours de la guerre de Hollande (1672-1679) puis guerre de la Ligue d'Augsbourg (1688-1697). Néanmoins, par le traité de Ryswick, signé le 30 octobre 1697 et ratifié le 13 décembre, les duchés de Bar et de Lorraine sont rendus à Léopold Ier (1679-1729), fils de Charles V et neveu de l'empereur.
Le 1er novembre 1700, Charles II, roi d'Espagne, meurt sans descendance. Bien que Habsbourg, celui-ci s'est laissé convaincre de désigner pour lui succéder son petit-neveu, Philippe de France, duc d'Anjou, petit-fils de Louis XIV au détriment des Habsbourgs d'Autriche. Bien que plusieurs solutions aient été envisagées afin de préparer la succession du roi sans déclencher de guerre, aucune n'aboutit. C'est donc la guerre.
La guerre de Succession d'Espagne (1701-1714), menée en faveur du fils cadet de l'empereur, Charles de Habsbourg (1685-1740), couvre les dernières années de Léopold Ier. De plus, à partir de 1703, il doit faire face à une révolte soutenue par la France et menée par François II Rákóczi, en Hongrie. Celle-ci n'est jugulée qu'après sa mort, en 1711.
Le 5 mai 1705, Léopold Ier meurt à Vienne dans un contexte de guerre intense livrée à la France.

### La reconstruction économique au lendemain de la guerre de Trente Ans
Léopold Ier poursuivit la reconstruction économique entreprise par son père Ferdinand III et l'on admet qu'à la fin du règne, la monarchie autrichienne a retrouvé un niveau de population comparable à celui de 1618, au début de la guerre de Trente Ans.

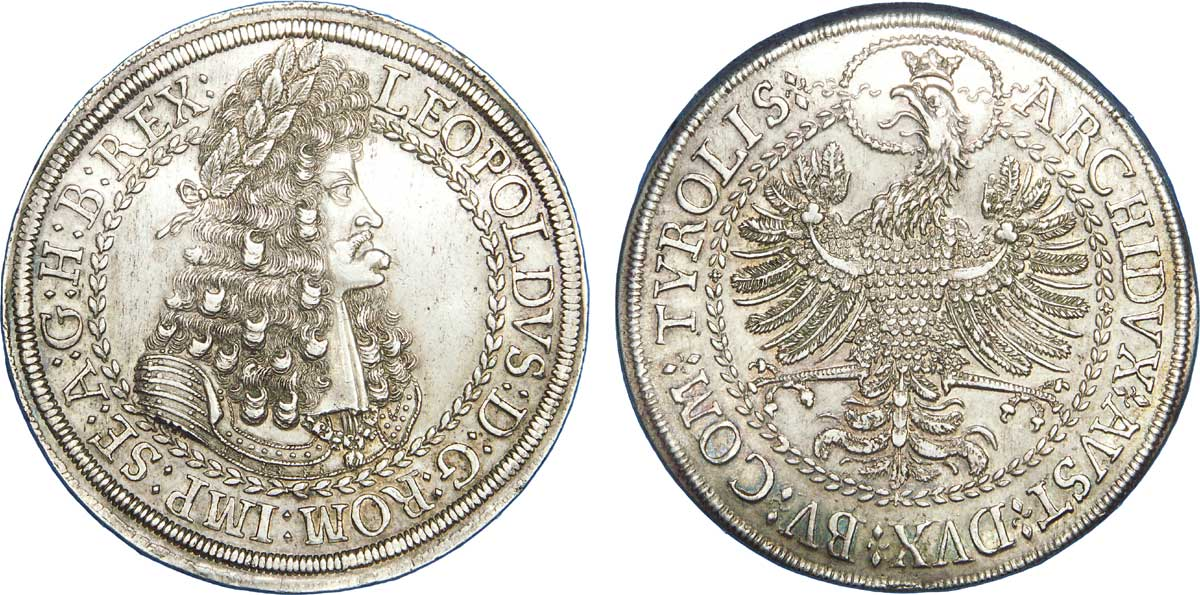
Double thaler à l'effigie de.

La guerre de Hongrie (?) a stimulé l'industrie des fournitures de guerre pour la production d'armes, de munitions et de draps aux armées en campagne. Dès 1684, la Chambre des comptes passe de multiples marchés avec les corporations et les nobles possédant des manufactures en Bohême-Moravie. Cette croissance est due au dynamisme apparent du mercantilisme, dont les véritables bénéficiaires sont les aristocrates de Cour qui ont compris que l'industrie et les prêts à l'empereur sont des placements infiniment plus rentables que l'agriculture : il suffit d'une croissance momentanée de la demande pour que les manufactures produisent davantage.
La seconde moitié du XVIIe siècle est marquée par l'essor de la pensée économique dans le Saint-Empire ainsi qu'en Bohême. Deux groupes de personnalités se sont intéressés au développement économique : d'une part des hommes d'affaires et des officiers de finance de Bohême et d'Autriche, d'autre part, une équipe de conseillers personnels de Léopold, les Caméralistes. Ce groupe d'intellectuels étrangers aux pays héréditaires a entraîné l'empereur sur la voie du développement industriel et du grand commerce. Tâche d'autant plus aisée que le monarque jalousait les succès économiques de Louis XIV qui, sans mines d'or ni empire colonial américain, retirait par l'essor du colbertisme des ressources considérables de la population active et du commerce.
À l'origine de ce groupe, on trouve le franciscain Don Cristobal Rojas Y Spinola (en) (1626-1695), hispano-génois natif des Provinces-Unies, profondément marqué par la guerre de Trente Ans, et pour qui l'unité du christianisme passait par la reconstruction économique de l'Europe centrale.
Dès 1660, Don Cristobal propose à l'empereur la création d'une Compagnie des Indes orientales disposant d'un capital d'un million et demi de florins et de vingt-cinq navires. En 1665, il tente de convaincre le monarque de transformer en un marché unique le Saint-Empire. De même que Johann Joachim Becher, né en 1635, rhénan et protestant converti, qui en 1664, passe au service de l'électeur de Bavière en créant des manufactures drapières utilisant la laine des ovins bavarois.
Ce dernier pense résoudre les difficultés de la Bavière en prônant l'union douanière avec les pays héréditaires, ce qui aurait constitué une première étape dans la création du mercantilisme d'Empire. Selon Becher, la vraie richesse d'un État réside dans sa population active, il faut donc favoriser l'expansion démographique en lui donnant des moyens de subsistance appropriés. Becher conçoit l'État comme une communauté économique composée de l'ordre des paysans, de l'ordre des artisans et de l'ordre des marchands qui prenait le contrepied de la société d'ordres issue du Moyen Âge.
Léopold, vieillissant, renonce à favoriser une politique économique plus dynamique, sauf de faire droit à des vœux exprimés par les Diètes. De 1700 à 1705, la Cour s'est avant tout préoccupée d'empêcher l'exportation de devises et l'importation de produits manufacturés. La politique économique de la Diète de Bohême n'a pas plus de succès sous son règne. Durant toute cette période, les communications en Bohême sont difficiles. Le réseau routier est en mauvais état ; les quelque sept cents propriétaires des péages privés n’entretiennent pas les voies qui ne sont pas sûres. À la fin du siècle la Diète bohémienne réclame vainement des mesures en faveur de l'industrie et la régulation des cours de l'Elbe et de la Vltava pour les rendre plus navigables.
L'échec relatif de la politique mercantiliste de Léopold est dû à l'absence d'union douanière au sein du Saint-Empire, au corporatisme, à l'apathie bureaucratique et à l'indolence de la Cour, aux querelles confessionnelles, à l'état de guerre endémique à l'Ouest comme à l'Est, aux préjugés des possédants à l'égard des produits locaux ainsi qu'à l'hostilité des marchands et des maîtres de métiers envers toute innovation.
De ce fait, Léopold n'a rien pu réaliser de décisif dans l'effort de développement industriel qui s'est interrompu dès le déclenchement de la guerre de Succession d'Espagne (1701-1714).

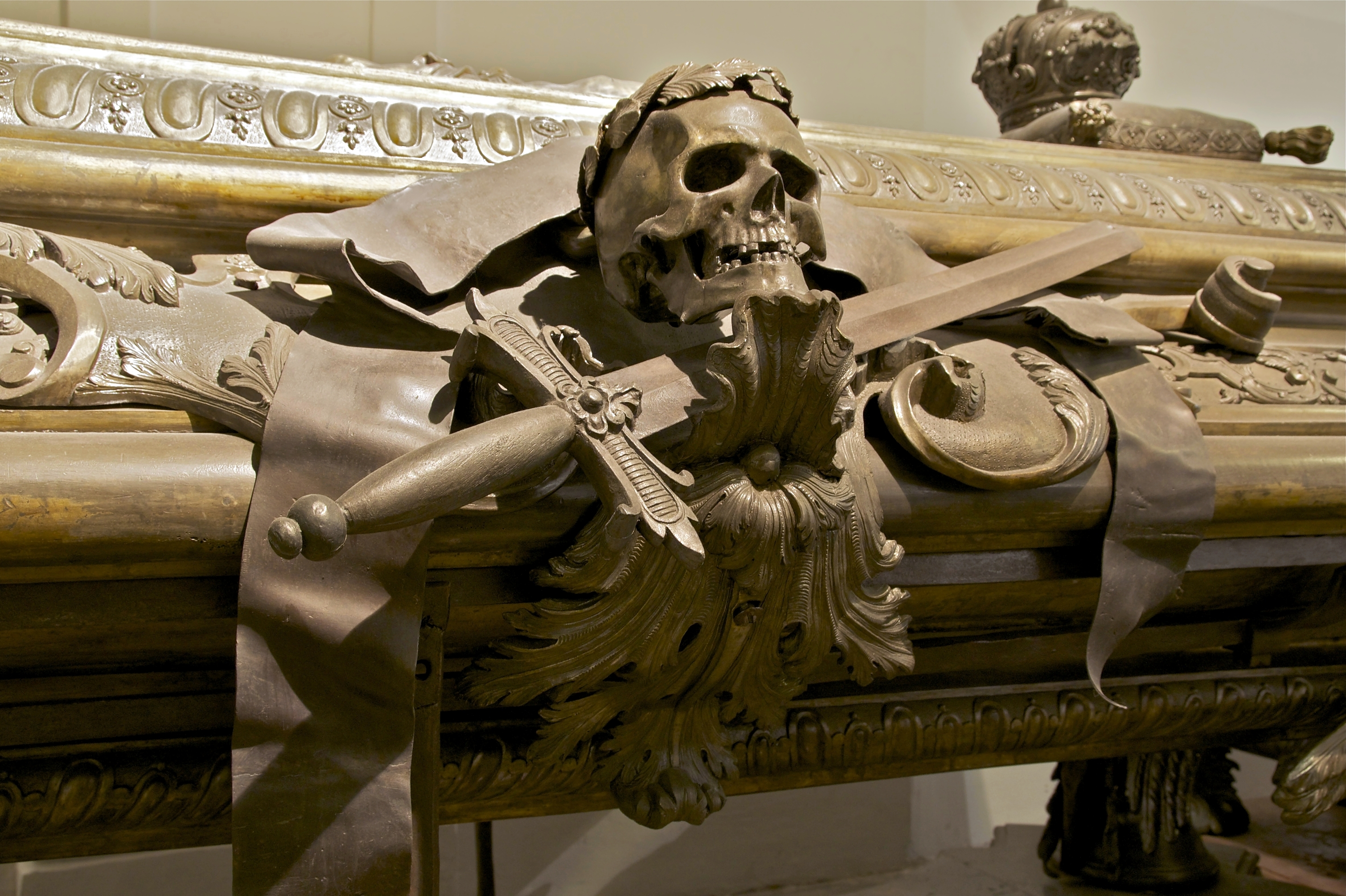
Détail du sarcophage de, crypte des Capucins, Vienne, Autriche.

## Mariages et descendance

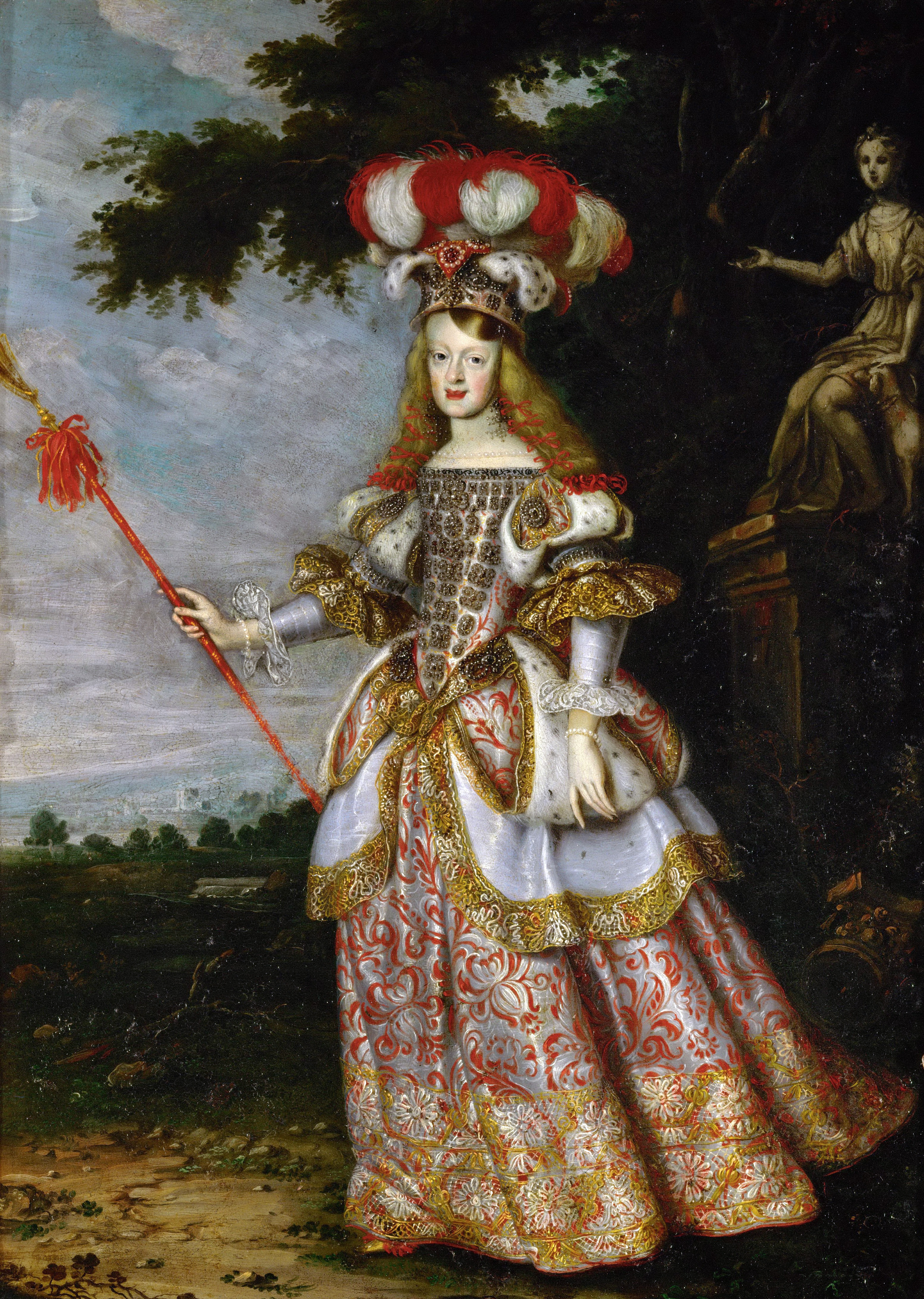
L'impératrice Marguerite-Thérèse (1667)

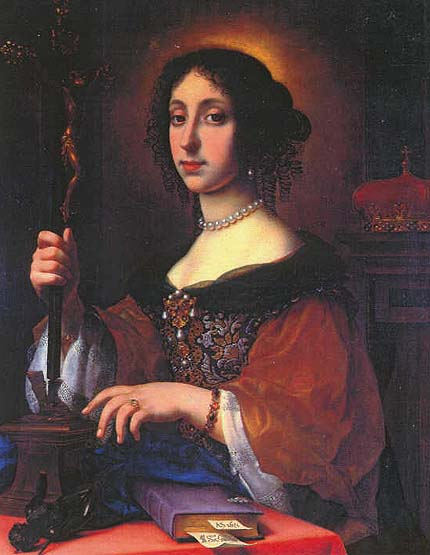
L'impératrice Claude-Félicité

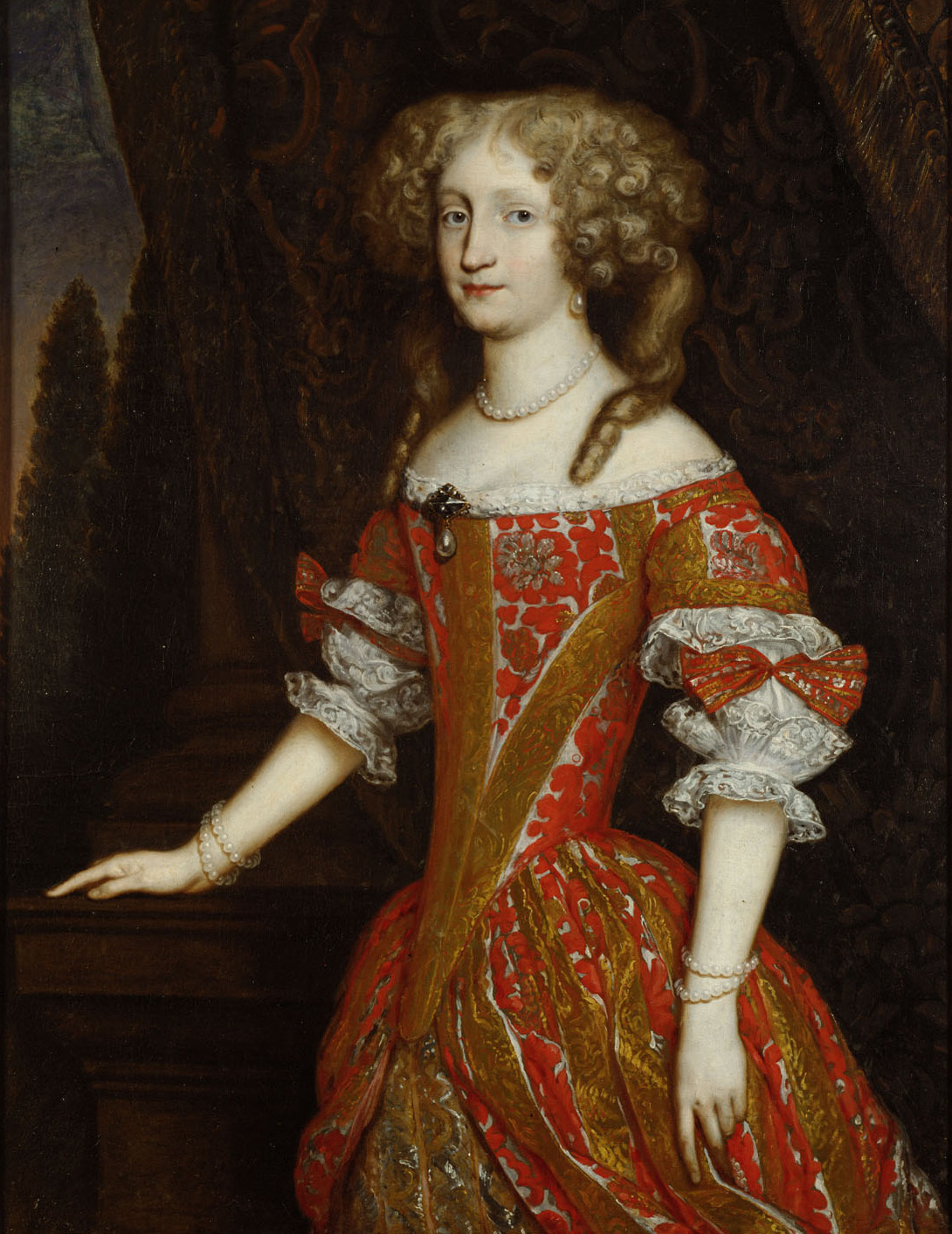
L'impératrice Éléonore

Après le décès de son frère aîné, en 1654, il se fiance à son tour à sa cousine Marie-Thérèse d'Autriche (1638-1683), infante d'Espagne, fille aînée de Philippe IV le Grand (1605-1665), roi d'Espagne, et d'Élisabeth de France (1602-1644). Mais celle-ci est donnée en mariage, le 9 juin 1660, à Louis XIV le Grand (1638-1715) par le traité des Pyrénées (1659).
Le 25 avril 1666, il épouse la demi-sœur de celle-ci, sa nièce Marguerite-Thérèse d'Autriche (1651-1673), infante d'Espagne, fille de Philippe IV le Grand (1605-1665), roi d'Espagne, et de Marie-Anne d'Autriche (1634-1696), archiduchesse d'Autriche. Ils ont quatre enfants :
- Ferdinand Wenceslas (1667-1668).
- Marie-Antoinette d'Autriche (1669-1692), qui épouse en 1685 Maximilien II (1662-1726), électeur de Bavière.
- Jean-Léopold (1670).
- Marie-Anne (1672).

Le 15 octobre 1673, il épouse Claude-Félicité d'Autriche (1653-1676), archiduchesse d'Autriche. Ils ont deux enfants :
- Anne Marie Josèphe (1674) qui ne vécut que trois mois.
- Marie Josèphe Clémence (1675-1676) qui mourut quelques semaines après l'impératrice.

Le 14 décembre 1676, il épouse Éléonore du Palatinat-Neubourg (1655-1720). Ils ont dix enfants :
- Joseph (1678-1711), futur empereur Joseph Ier, épouse en 1698 Wilhelmine de Brunswick-Lünebourg (1674-1742) d'où deux filles, dont Marie-Amélie d'Autriche (1701-1756), et un fils mort au berceau ;
- Marie-Christine (1679-1679) ;
- Marie-Élisabeth (1680-1741), gouvernante des Pays-Bas ;
- Léopold-Joseph (1682-1684) ;
- Marie-Anne (1683-1754), reine consort de Portugal, mariée en 1708 à Jean V, roi de Portugal ;
- Marie-Thérèse (1684-1696) ;
- Charles (1685-1740), futur empereur Charles VI, prétendant au trône d'Espagne en 1700, père de l'impératrice Marie-Thérèse et grand-père maternel, entre autres, de Marie-Antoinette ;
- Marie-Josèphe (1687-1703) ;
- Marie-Madeleine (1689-1743)
- Marie-Marguerite (1690-1691).